# Ostatni skok: Historia Grega Louganisa
Ostatni skok: Historia Grega Louganisa (tytuł oryg. Breaking the Surface: The Greg Louganis Story) – film fabularny wyprodukowany na potrzeby amerykańskiej telewizji (stacji USA Network) w 1997 roku. Powstał na podstawie biografii sportowca Grega Louganisa zatytułowanej Breaking the Surface.

## Obsada
- Mario Lopez − Greg Louganis
- Michael Murphy − Pete Louganis
- Rosemary Dunsmore − Frances Louganis
- Jeffrey Meek − Tom Barrett
- Megan Leitch − Megan Neyer
- Jonathan Scarfe − Keith
- Fulvio Cecere − John Anders
- Patrick David − młody Greg Louganis
- Rafael Rojas III − Greg Louganis jako dziewięciolatek
- Bruce Weitz − Ron O’Brien
- Greg Louganis − narrator

## Fabuła
Greg Louganis − półkrwi Samoańczyk, adoptowany przez białoskóre małżeństwo − nie ma szczęśliwego dzieciństwa. W szkole narażony jest na drwiny i dyskryminację ze strony rówieśników, natomiast skryty ojciec w ogóle nie okazuje mu uczuć. Gdy zatem pełen kompleksów chłopak odkrywa w sobie talent do gimnastyki i tańca, a także niezwykłe zdolności w pływaniu i nurkowaniu, postanawia zaimponować swemu rodzicowi i całą energię poświęca uprawianiu sportu − skokom do wody. Wkrótce zaczyna odnosić pierwsze sukcesy. Wówczas Louganis związuje się z Tomem Barrettem, który z czasem przejmuje całkowitą kontrolę nad jego życiem. Przyjaciel planuje karierę utalentowanego sportowca, sprawuje pieczę nad jego finansami i sprawami prawnymi. Greg całkowicie ufa swemu kochankowi i nie zdaje sobie sprawy, że jest on sprytnym oszustem. Przekonuje się o tym w dramatycznych okolicznościach. Rutynowe badania wykazują u niego obecność wirusa HIV. Mimo to mężczyzna nie poddaje się. Upewniwszy się, że jego udział w zawodach nie stanowi zagrożenia dla innych pływaków, startuje w czasie igrzysk w Korei. Niestety, właśnie wtedy ulega wypadkowi − podczas skoku uderza głową o krawędź trampoliny...

## Plan zdjęciowy
Zdjęcia do filmu kręcono w Los Angeles (USA), Seulu (Korea Południowa) i Vancouver (Kanada).

## Nagrody i wyróżnienia
Mario Lopez, odtwórca roli tytułowej, za swój udział w filmie nominowany był do nagrody ALMA w kategorii wybitny występ w filmie telewizyjnym lub miniserialu.